# ألكسندر ستوليارينكو
ألكسندر ستوليارينكو (بالروسية: Столяренко, Александр Александрович)‏ (18 يناير 1991 بزدفينسك في روسيا - ) هو لاعب كرة قدم روسي في مركز الوسط. لعب مع توربيدو موسكو ونادي سيسكا موسكو وسوكول ساراتوف ‏ ونادي أكاديمية تولياتي لكرة القدم ونادي توغلياتي لكرة القدم.